# 大唐开元礼
《大唐开元礼》原名《开元礼》，为正式颁行于唐代开元二十年（732年）的官修礼制专著，署名为唐玄宗时期宰相萧嵩奉敕修撰，实际参与编纂工作的则包括张说、萧嵩、王仲邱、徐坚、李锐、施敬本、贾登、张煊、陆善经和洪孝昌等人。该书编纂的主要基础为唐太宗贞观年间和唐高宗显庆年间的礼书，通过折衷异同编次而成，为唐代礼制的集大成者。对于该书的性质历代有多种看法，有经部礼类仪注及史部仪注、职官及政书等数种不同的划分，表现出仪注与礼学的密切关系，当代观点则认为该书叙述五礼的规范和一般性原则，属于礼制范畴。

## 成书背景
唐初礼制大致因袭隋礼，其新礼的制定始于贞观时期。唐太宗贞观十一年（637年）修成以简明扼要为特点的《贞观新礼》（即《贞观礼》），唐高宗时又以《贞观礼》不够详尽，于显庆三年（658年）制定《显庆礼》，但其中所增部分大多为迎合皇帝意图，造成学者议论纷纷，且其后二者并用，以致无固定的礼仪制度，凡遇大事时均为临时议定礼仪。
开元十四年（726年）通事舍人王喦上疏，请以《礼记》为参照制定当朝礼仪制度，集贤院学士、右丞相张说则认为《礼记》为历代不刊之典，不易修改，而建议参照贞观和显庆时所修的五礼仪注，因二者有诸多矛盾，故折衷异同而定。于是唐玄宗下诏由学士右散骑常侍徐坚、左拾遗李锐、太常博士施敬本编修礼仪专书，于当年开始，后因张说、徐坚和施敬本的去世一度停滞，开元十八年宰相萧嵩任用对朝廷礼仪典章较熟悉的起居舍人王仲邱负责继续修撰，期间二人共同解决协调了祈谷、大雩、明堂等在用礼方面犹疑不定的内容，最终在至开元二十年九月完成，并在全国颁行。
《开元礼》在成书后成为唐代臣僚谈及礼制时较常引据和提及的对象，而《贞观礼》与《显庆礼》则提及较少，表明《开元礼》的作用和影响超过了前者，又因唐玄宗亲自下令颁行，表明《开元礼》在当时得到了贯彻和实行。但仍有少量条文未实际应用，如卷一零四《皇帝养老于太学》中所规定的养老礼。

## 篇章结构
《大唐开元礼》全书共一百五十卷、二百二十六目、记载一百五十二仪，前为序例三卷，规定祭祀的时日、神位与祭品（俎豆）的安排及举行祭祀时的出行卤薄、所着服冠首饰、斋戒和祈祷等规范，后为吉礼、宾礼、军礼、嘉礼、凶礼五礼。所述礼仪以皇帝为中心的国家典礼仪制为主，兼及地方政府祭仪及官僚家庭的吉凶之仪。
- 吉礼（卷四至七十八，共七十五卷）：以叙述皇帝祭天、祭祖的礼仪制度为中心，例如冬至时祀昊天上帝于圜丘、夏至时祀皇地祇于方丘等，每章均规定祭祀时所用的陈设、牲器，及祭祀前后的斋戒、銮驾出宫、奠玉帛、进熟和銮驾还宫等程序。此外吉礼还包括皇帝皇太子视学礼仪、皇帝巡狩、封禅礼仪及诸州县祭岳镇海渎、社稷和祈神的礼仪。
- 宾礼（卷七十九至八十，共二卷）：叙述蕃王或使者来朝时皇帝如何接待、宴请并接受其上表和贡品的礼仪制度。
- 军礼（卷八十一至九十，共十卷）：叙述皇帝亲征、遣大将出征及讲武、田狩等军事活动的礼仪制度。
- 嘉礼（卷九十一至一百三十，共四十卷）：叙述皇帝纳后、元正和冬至时接受朝贺、册命皇后、皇太子和王公大臣，以及皇太子纳妃、亲王纳妃和公主出嫁等庆典活动的礼仪制度，并按品级叙述官员的婚礼及其嫡子、庶子的冠礼。
- 凶礼（卷一百三十一至一百五十，共二十卷）：叙述皇帝在发生水旱虫灾的凶年振抚诸州、劳问诸王疾苦，为亲人、大臣、蕃主等举哀办理丧事活动的礼仪制度，也包括皇后等后妃为亲人举哀的礼仪，并按品级叙述官员的葬礼[5]。

## 影响
《大唐开元礼》取法唐贞观和显庆两代礼仪，并对汉魏以来的礼制作了较系统的总结，与以往的礼典相比较具有内容广博而全面的特点，使唐朝礼制臻于完备化，为今日研究唐朝礼法及法律、风俗的重要原始文献。唐代史学家杜佑曾称赞该书“于戏！百代之损益，三变而著明，酌乎文质，悬诸日月，可谓盛矣”，清代史学家王鸣盛亦称“唐礼莫著于开元”。该书也为后代官修礼书奠定了基本格局，其按序例和五礼分类编撰的方式被《政和五礼新仪》、《大金集礼》、《明集礼》、《钦定大清通礼》等普遍采用。
自唐德宗时将《开元礼》立于官学，成为科举考试必读之书，至宋初时仍将该书列为科举中的科目之一，唐代曾出现《开元礼义镜》、《开元礼京兆义罗》、《开元礼类释》和《开元礼百问》等多种解释或者阐发《开元礼》含义的文献。《旧唐书》、《新唐书》中的礼志部分也均以此书为蓝本，但其中保存材料仅有十分之三四，杜佑修《通典》时亦将其中的三十五卷纳入礼典，仍不及原书完备。至宋太祖时期所编修的《开宝通礼》仍以该书为蓝本而有所损益，但《开宝通礼》行用后，《开元礼》不再被列为考试科目，并逐渐湮没无闻。
该书的现存旧本多为抄本，较有代表的为《四库全书》文渊阁本，为两淮盐政所采进，列于史部政书类，刻本则以清光绪十二年（1886年）公善堂《洪氏唐石经馆丛书》校刊本为代表。除此之外，近年在敦煌、吐鲁番分别出土了该书的官文书残片，被初步考证为其中的卷三九《皇帝祫享于太庙》和卷六五《时旱祈于太庙》。